# ハルトムート・ヘンヒェン
ハルトムート・ヘンヒェン (Hartmut Haenchen、1943年3月21日 ドレスデン - ) は、ドイツの指揮者であり、オペラ指揮者としても世界の主要オペラハウスで活躍する。カール・フィリップ・エマニュエル・バッハの音楽の専門家として知られる。

## 経歴
1943年、ドレスデン生まれ。音楽家としてのキャリアは、ドレスデン聖十字架合唱団のメンバーとなったことから始まった。15歳の時にはすでにカントル (教会音楽家、ドイツ語名称kantor) として指揮台に立っていた。17歳の彼は、ヨハン・アドルフ・ハッセのレクイエムを復活させたことにより幅広い注目を集めた。その後ドレスデン音楽大学に入学し、指揮と声楽を学ぶ。在学中、オーストリアのカリンティア夏の音楽祭やベルリンでマスタークラスに参加。また、バイロイト音楽祭にてリハーサルなどに参加し、ヘルベルト・フォン・カラヤンの指揮するコンサートにも立会う。
1966年、初めての音楽監督としての契約をハレ市の合唱団(ドイツ語: Robert-Franz-Singakademie)と結ぶ。また、指揮としての契約をハレ・フィルハーモニックオーケストラと結ぶ。1989年から2014年までカール・フィリップ・エマヌエル・バッハ室内管弦楽団を率いる。
1972年から1973年にかけてツヴィッカウ劇場（Zwickau Theater）の首席指揮者を務める。この時期にベルリン国立歌劇場でムソルグスキーの「ボリス・ゴドゥノフ」を指揮してデビューを果たす。1986年まで彼はそこで定期的に公演を行なった。1973年から1976年までドレスデン フィルハーモニックの指揮者を務め、ドレスデンの州立歌劇場ゼンパー・オーパーで客員指揮者としても定期的に登場する。1976年から1979年の間は、シュヴェリーン市のシンフォニーオーケストラ（Mecklenburgische Staatskapelle）と州立劇場の音楽監督を務め、それに続きベルリン・コーミッシェ・オーパーで定期的に出演し始めた。
1980年にベルリンのカール・フィリップ・エマニュエル・バッハ室内管弦楽団の芸術監督に就任。1986年、ヘインヒェンはアムステルダムの国立オペラ座 De Nationale Opera (DNO) の音楽監督、ネーデルラント・フィルハーモニー管弦楽団、ネーデルラント室内管弦楽団の首席指揮者に就任。彼のアムステルダム在任中に DNOは高質の共同製作と革新的なステージ設定で知られ るようになる。ヘンヒェンは特にリヒャルト・シュトラウス、モーツァルト、 ヴァーグナーなどのドイツ系レパートリーと関連付けられるが、ヴェルディ、バルトーク、チャイコフスキー、プッチーニ、グルックなどのオペラも多く手がけた。1999年に ヴァーグナーの「指環」の全公演を終えてこのポストを去るが、その後は 客員指揮者として継続して行くことになる。新たに形成されたオランダ・フィルハーモニー管弦楽団は彼のリーダーシップ のもとで、オペラ公演だけでな交響曲の公演、録音、外国ツアーと急速な発展を遂げた。2002年9月、予算削減に抗議し彼はポストを辞任した。
2016年と2017年の夏にバイロイト音楽祭にて「パルシファル」を公演。
ヘンヒェンは、ほぼ全てのヨーロッパ諸国から依頼を受け数多く公演をし、日本、アメリカ、カナダではツアーも行う。オペラの公演はアムステルダム、ボローニャ、ジュネーヴ、イェルサレム、ロンドン、ミュンヘン、ニューヨーク、シュトゥットガルト、ワルシャワ、ウィーン、ヴィースバーデン、ベルリン、ドレスデン、コペンハーゲン、ミラノ、パリ、マドリードにおよぶ。
彼がロンドンのロイヤルオペラハウスで演出と指揮を手がけたた二つの新作はローレンス・オリヴィエール賞に選抜された。
定期刊行誌オペルンヴェルト(Opernwelt)は、世界中50人のジャーナリストの投票に 基づきヘンヒェンをConductor of the Year 2017 (2017年最高の指揮者)に選 ぶ。

## 受賞・栄典
- 1971年：カール・マリア・フォン・ウェーバーコンクールにて優勝。
- 2018年：ライプツィヒ・リヒャルト・ヴァーグナー財団(Richard Wagner Stiftung)よりリヒャルト・ワーグナー賞を受賞。

## ディスコグラフィー
（136枚の CD もしくは DVD から年代順に選抜）
- 初期古典派ホルン協奏曲集、ホルン：ペーター・ダム, 1981, BERLIN Classics 0032102BC
- フリードリヒ2世: 交響曲とフルート協奏曲、フルート：マンフレッド・フリードリッヒ、1982, CAPRICCIO 10064, featured record of the month
- オーボエ協奏曲集: ヴォルフガング・アマデウス・モーツァルト, ジュゼツペ・ヘェ ルレンデイス、フランツ・アントン・ロースラー 、オーボエ：ブルクハルト・グレーツナー
- カール・フィリップ・エマニュエル・バッハ: The Berlin Symphonies (ベルリンシンフォニー), "Deutsche Schallplattenpreis" 受賞
- カール・フィリップ・エマニュエル・バッハ: フルート協奏曲集、フルート：エッカート・ハウプト, 1985, CAPRICCIO 10104 & CAPRICCIO 10105, "Deutsche Schallplattenpreis" 受賞
- カール・フィリップ・エマニュエル・バッハ: オルガン協奏曲集、オルガン：ローラント・ムンヒ, 1985, CAPRICCIO 51 033, "Deutsche Schallplattenpreis"受賞
- カール・フィリップ・エマニュエル・バッハ: 弦楽のための交響曲集 Wq 182, 1985 CAPRICCIO 51 033, "Deutsche Schallplattenpreis" 受賞
- カール・フィリップ・エマニュエル・バッハ: 4つの管弦楽的交響曲, 1986, CAPRICCIO 10175,"Deutsche Schallplattenpreis" 受賞、マガジン"スカラ" において「20世紀のベスト50レコーディングス」を受賞
- ヴォルフガング・アマテラス・モーツァルト: フルート協奏曲集、フルート：ヴェルナー・タストュ, 1987, ETERNA 7 28 022CD
- ゲオルグ・フリードリヒ・ヘンデル: アリア集、カウンターテナー=：ヨヘン・コヴァルスキー, 1987, ETERNA 3 29 099, "Deutsche Schallplattenpreis" 受賞
- ジョセフ・ハイドン: 交響曲 26番, 44番、49番, 1988, BERLIN Cl7ssics 1013-2, レコード業社 AVROにおいて " CD of the year 1993年" に選ばれる。
- クリストフ・ヴィリバルド・グルック: オルヘェオとエウリディチェ, 1988, CAPRICCIO 60008-2,"Deutsche Schallplattenpreis" 受賞、グラモフォン賞推薦
- カール・フィリップ・エマヌエル・バッハ: マグニフィカト と 二つのベルリン交響 曲、ソプラノ:ヴェンセスラヴァ・ウルーバ・フライベルガー、メッゾ: バーバラ・ボルネ マン、テナー: ペータ・シュライヤー、バリトン: オラフ・ベアー, 1988, BERLIN Cl7ssics 0110 011
- ジョセフ・ハイドン: 交響曲 43番、45番、59番, 1989, BERLIN Classics 0110 014
- ジョセフ・ハイドン: 交響曲 31番、73番、82番, 1989, BERLIN Classics BC 1028-2
- ヴォルフガング・アマデウス・モーツァルト: シンフォニア コンチェルタンテ KV 297b と フルートとハープの為の協奏曲、フルート:ヴェルナー・タストュ、ハープ: カタリーナ・ハンシュテットュ, 1990, BERLIN Classics 0120 004
- ヴォルフガング・アマデウス・モーツァルト: コンチェルトーネとシンフォニア コ ンチェルタンテ KV364、ヴィオリン:トーストン・ローゼンブッシユ、クリスティアン・トロンプラー、ヴィ オラ: エィリッヒ・クルガー
- ジョセフ ハイドン: 交響曲 48番、53番、85番, 1990, BERLIN Classics 0110 024
- カール・マリア・フォン・ウェーバー: 交響曲 1番 ハ長調; フェリックス・メンデルスゾーン・バーソルディ: 弦楽シンフォニー 10番 ロ短調 ヒューゴ・ヴォルフ: イタリア風セレナーデ リヒャルト・ワーグナー: ジークフリート牧歌, 1991, Sony Classical SK 53109
- コンサート プロイセン コートにて、ヴィオリン:トーストン・ローゼンブッシユ, ヴィオラ:エィリッヒ・クルーガー、クリスティアン・トロンプラー、カール・ハインツ・ショーター、クリスティン・ショーンスハイム、クラウス・キルバッハ
- ジョセフ・ハイドン: 交響曲 94番、103番、60番
- カール・フィリップ・エマヌエル・バッハ: 交響曲 ニ長調; ヴォルフガング・アマデウス・モーツアルト: "アイネ・クライネ・ナクトムジーク" ヨハン・セバスティアン・バッハ: ブランデンブルク協奏曲 第3番; ベンジャミン・ブリテン: シンプル シンフォニー; ゲオルグ・フリードリッヒ・ヘンデル: 水上の音楽 第2組曲
- ジョバンニ・ペルゴレージ: "Stabat mater" デニス・ナーゼバント、ヨヘン・コヴァルスキー
- グスタフ・マーラー: 弦楽四重奏曲 (編曲)、 ルードヴィヒ・ファン・ベートーヴェン: 弦楽四重奏 (編曲) ヘ短調 op.95 フランツ・シューベルト ニ短調 D810 "死と乙女" (編曲)
- イタリア、ドイツのクリスマス音楽
- 水上の音楽:ゲオルグ・フリードリヒ・ヘンデル と ゲオルグ・フィリップ・テレマン
- ヴォルフガング・アマデウス・モーツァルト: コンサートアリア集 クリスティアネ・ウールツェ"Deutsche Schallplattenpreis"受賞"
- ジョセフ・ハイドン: 交響曲 22番、55番、64番
- ヴィルヘルム・フリーデマン・バッハ: オーケストラ作品集
- ピエトロ・ロカテリ: コンチェルティ グロッシ Op.7
- ヨハン・セバスティアン・バッハ: カンタータ 35番、169番、49番 ヨヘン・コヴァルスキー、ラファエル・アルパーマン
- カール・フィリップ・エマヌエル・バッハ: 救い主の最後の苦しみ ,,Die letzen Leiden des Erlösers“ クリスティーヌ・シェーファー、エレン・シューリング、トーマス・デーヴァルトゥ、ロマン・トリクル、Hallenser Madrigalisten室内合唱団
- フェリックス・メンデルスゾーン・バーソルディ: 交響曲第三番、ヘブリディー ズ序曲「フィンガルの洞窟」
- ヨハン・クリスティアン・バッハ: 交響曲 ト短調 Op.6 第6番 ; ヴォルフガング・ア マデウス・ モーツァルト: 交響曲 第40番 ト短調 KV 550 (初稿) ; フランツ・シュー ベルト: 交響曲第5番 変ロ長調
- フランツ・リスト: ダンテ交響曲
- 18世紀のチェロ協奏曲: カール・フィリップ・エマヌエル・バッハ (イ短調), ニコ ラ・ポルポラ(ト長調), ジョセフ・ハイドン (第2番 ニ長調). チェロ=イェンス・ピー ター・マインツ
- リヒャルト・ワーグナー: ニーベルンゲンの指環
- グスタフ・マーラー: 交響曲第5番
- グスタフ・マーラー: 交響曲 第1番& 第8番
- ヨハン・ダヴィッド・ハイニヒェン: ,,La Gara degli Dei“(神々の競争) アレクサンドラ・コク、カローラ・フーン、 シモーネ・ノルド、カタリーナ・カマロアー、アンネット・マルカルト、ラルフ・エシュリッヒ、オラフ・ベアー
- クラシカル ヴィオリン 協奏曲集:ヴォルフガング・アマデウス・モーツァルト (ロンド ハ長調 KV373, 協奏曲 ト長調 KV 216), ミヒャエル・ハイドン (協奏曲 変ロ長調)、フランツ・シューベルト (ロンド イ長調 D438).ヴィオリン=バイバ・スクリド
- ヴォルフガング・アマデウス・モーツァルト: ディヴェルティメント 変ホ長調 KV113, ビアノ協奏曲 ニ短調ビアノ=ステファン・ヴラーダー、交響曲第41番 ハ長調 (ジュピター)
- ヴォルフガング・アマデウス・モーツァルト Discovering Masterpieces: ジュピ ター交響曲ハルトムト ヘンヒェンによる緒論
- リヒャルト・ワーグナー: ニーベルンゲンの指環
- グスタフ・マーラー: 交響曲第6番
- リヒャルト・ワーグナー: さまよえるオランダ人
- リヒャルト・ワーグナー: パルシファル
- カール・フィリップ・エマヌエル・バッハ: ,, Die letzten Leiden des Erlösers“ クリ スティーナ・ランツハマー、クリスティアーナ・ウールツェ、アンケ・フォンドゥング、マキシミリアン・シュミット、ロマン・トリクル、RIAS室内合唱団
- ヴォルフガング・アマデウス・モーツァルト: 交響曲第39番、第40番、第41番
- リヒャルト・ワーグナー: 「パルシファル」2016年バイロイト音楽祭から, 2016, DVD, Deutsche Grammophone 004400735350
- アントン・ブルックナー: 交響曲第8番ハ短調、デンマーク王立管弦楽団 CD, Genuin 18622, 2017